# Eduard Adolf Strasburger
Eduard Adolf Strasburger ( 1 de febrero de 1844, Varsovia - 18 de mayo de 1912, Bonn) fue un botánico, pteridólogo, micólogo y algólogo alemán de origen polaco, de los más famosos del siglo XIX.
Era hijo de Edward Bogumil Strasburger (1803-1874). En 1870 se casa con Aleksandra Julja Wertheim (1847-1902), teniendo dos hijos: Anna (1870) y Juliusz (1871-1934).
Después de sus estudios en Biología en París, Jena, y Bonn, obtiene su doctorado en la Universidad de Jena en 1866.
En 1868, comienza a enseñar en la Universidad de Varsovia.
En 1869, tiene un puesto de profesor de botánica en la Universidad de Jena, hasta 1880; cuando pasa a la Universidad de Bonn, hasta su muerte.
Realiza exploraciones con Ernst Haeckel (1834-1919).
Se consagra al estudio de la embriología vegetal, haciendo observaciones novedosas sobre la embriología de las gimnospermas. Su obra sobre la citología vegetal es igualmente pionera.
Junto a Walther Flemming, y Edouard van Beneden dilucidan la distribución cromosómica durante la división celular. Su estudio sobre el movimiento de la savia probó que el proceso era físico y no fisiológico.
Strasburger es designado miembro extranjero de la Royal Society el 26 de noviembre de 1891, recibiendo la medalla linneana en 1905, y la medalla de plata Darwin-Wallace en 1908.

## Obra
- Über Zellbildung und Zellteilung, 1875
- Die Angiospermen und die Gymnospermen, 1879
- Chromosomenzahlen, Plasmastrukturen, Verebungsträger und Reduktionstellung, 1909

Fue fundador y partícipe en la redacción del famoso libro de texto Lehrbuch der Botanik de 1894 (texto de botánica).

## Honores

### Epónimos
- (Strasburgeriaceae) Strasburgeria Baill.[2]